# باشگاه فوتبال هاربر ویو
باشگاه فوتبال هاربر ویو یک باشگاه فوتبال جامائیکایی مستقر در کینگستون است که در حال حاضر در لیگ برتر جامائیکا بازی می‌کند.

## افتخارات
- لیگ برتر جامائیکا
  - قهرمانی: ۵
  - نایب قهرمانی: ۵
- جام حذفی جامائیکا
  - قهرمانی: ۴
  - نایب قهرمانی: ۲
- جام جکی بل
  - قهرمانی: ۶
  - نایب قهرمانی: ۲
- جام باشگاه‌های کارائیب
  - قهرمانی: ۲